# Беринский, Сергей Самуилович
Серге́й Самуи́лович Бери́нский  (14 апреля 1946, Каушаны — 12 марта 1998, Москва) — советский и российский композитор, музыковед и музыкальный критик.

## Биография
Родился в посёлке Каушаны (теперь райцентр Каушанского района Молдавии) в 1946 году. Детство провёл в Кишинёве, с 1955 года учился в музыкальной школе в Сталино по классу скрипки, с 1970 года — в Государственном музыкально-педагогическом институте им. Гнесиных.
После окончания института Беринский решил не возвращаться в Молдавию и остался жить в Москве, работая в основном как музыкальный педагог и композитор. Работал в кино, написал музыку для кинофильмов «Вот такие чудеса», «Воробей на льду», «Сокровища Эрмитажа», «Сэнит зон», «Дамский портной» и др. Занимался музыкальной журналистикой, преподавал, среди его учеников — М.Шмотова, Б.Филановский и др. Кроме того, общительность натуры и темперамент подтолкнули Беринского в область неформальной педагогическо-просветительской деятельности. В 1987 году он организовал в Москве музыкальный клуб, основной целью которой было создать своего рода «лабораторию композиторского творчества для музыки всех направлений». Одновременно он руководил семинаром молодых композиторов в Доме творчества «Иваново» и вёл постоянную колонку общения с коллегами-композиторами в журнале «Музыкальная академия». Яркость личности и неформальность творческого подхода Сергея Беринского в один голос отмечали почти все знавшие его коллеги: как сторонники, так и противники.

«…<возможность исполнить сочинение представилась> в начале 95-го года в концерте „Клуба Сергея Беринского“ в музыкальной гостиной дома Шуваловой (при Гнесинском институте). Жанр этого клуба — концертно-разговорный, потому язвительный и въедливый Беринский устроил мне настоящий экзамен, беспардонно пытая при всей честно́й публике — а почему такое название?, а что оно выражает и отражает?, а может за ним стоя́т какие-то жизненные коллизии?, и далее в таком духе…»— ( Виктор Екимовский, «Автомонография» )
Музыкальный клуб Беринского продолжал действовать и после смерти своего основателя, — вплоть до начала 2010-х годов.
Памяти Сергея Беринского посвящена повесть Анатолия Гаврилова «Берлинская флейта» (2002).

## Семья
- Старший брат — поэт Лев Беринский. Младшая сестра, Сима Самуиловна, виолончелистка, педагог.
- Жена — музыкальный педагог Элла Владимировна Беринская.
  - Дочери — скрипачка Юлия Беринская и флейтистка Майя Беринская.

## Некоторые сочинения
- «Горсть песка», вокальная тетрадь для тенора, флейты и фортепиано на стихи И.Такубоку (1972)
- Концерт № 1 для виолончели с оркестром (1975)
- «Чёрный любирь», шесть песен для сопрано и фортепиано на стихи В. Хлебникова (1976)
- Концерт для флейты с камерным оркестром (1977)
- Кантата «Камни Треблинки» для хора, солистов и оркестра на стихи Арона Вергелиса (идиш, 1977)
- Концерт-каприччио для струнного оркестра и бас-гитары (1979)
- Реквием памяти Януша Корчака (1979)
- Концерт для гобоя с камерным оркестром (1981)
- «Песни томления Махтумкули» для контральто, виолончели и фортепиано (1982)
- Симфония № 1 «К Орфею» для сопрано, тенора, баса и большого симфонического оркестра на стихи Р. М. Рильке (1983)
- Три сонета Шекспира для хора a capella (1984)
- Соната-партита для виолончели соло (1985)
- Соната-партита a la barocco для органа (1985)
- Концерт № 2 для виолончели с оркестром (1986)
- Концерт для сопрано с оркестром соль мажор (1988)
- «Колокола Варшавы», соната-фантазия для подготовленного фортепиано (1988)
- Концерт для кларнета, 12 струнных, подготовленного фортепиано и клавесина (1989)
- «Also sprach Zarathustra», партита для органа (1990), для баяна(1990)
- «II dolce dolore» для виолончели и баяна (1990)
- «Слезы геральдической души», 10 стихотворений Д.Пригова для тенора, рояля и художественного свиста (1991)
- Концерт-поэма «Радостные игры» для флейты и камерного оркестра (1991)
- «В садах и виноградниках», поэма-мистерия для флейты, фортепиано и виолончели (1992)
- Симфония № 2 для большого симфонического оркестра с солирующим альтом и фортепиано (1992)
- «Miserere» для сопрано, фортепиано и баяна (1993)
- Симфония № 3 для баяна с оркестром (1994)
- «Ревизор», скотч-опера по сюжету Гоголя (1994)
- «Псалмы Давида — Царя Иудейского» для 4 виолончелей (1994)
- «Buffo infernale», концерт для фагота с оркестром (1995)
- «Морской пейзаж (марина в духе Моне)», поэма для скрипки и баяна (1996)
- Симфония № 4 «Памяти ушедших друзей» (1996)
- «Двойной портрет», каприччио для скрипки и флейты (1997)
- Струнный квартет № 3 (1997)

## Фильмография
1. 1982 — Вот такие чудеса
2. 1983 — Воробей на льду
3. 1987 — Дом с привидениями
4. 1990 — Сэнит зон
5. 1990 — Дамский портной
6. Сокровища Эрмитажа (документальный)